# Journal of the London Mathematical Society
Journal of the London Mathematical Society is een internationaal, aan collegiale toetsing onderworpen wetenschappelijk tijdschrift op het gebied van de wiskunde.
De naam wordt in literatuurverwijzingen meestal afgekort tot J. Lond. Math. Soc.
Het tijdschrift is opgericht in 1926.
Het wordt uitgegeven door Oxford University Press en verschijnt 6 keer per jaar.